# Riseberga, Malmö kommun
Riseberga är ett delområde i stadsdelen Husie, Malmö. Riseberga ligger mellan Riksväg 11 och Sallerupsvägen, väster om Toftanäsvägen. Längst i väster finns en del byggnader som härstammar från Bulltofta flygplats. En stor del upptas av Bulltoftaparkens rekreationsområde.
Den östra halvan består av småhusbebyggelse av varierande ålder. De äldsta husen på Riseberga är ett egnahemsområde som heter Kungshälla. 1958 byggde man ut Riseberga för andra gången, då blev det en bostadsrättsförening och villor. Bostadsrättsföreningen består av de gula och röda husen längs Dammtorpsvägen. Idag är föreningen delad i 2 föreningar.
Cirka 1991 byggdes Riseberga ut för tredje gången och det byggdes ett helt villaområde mellan Dammstorpsvägen och Flansbjär. Det skapades en villaförening som heter Toftanäs villaförening och området kallas i folkmun för nya Riseberga. Det är cirka 120 hushåll som är medlemmar av de 200 fastigheter som idag finns på Gig-, Kupé-, Jaktvagns-, Resvagns-, Landå-, Landålett- och Sommarvagnsgatan.
2003 byggdes Riseberga ut för fjärde gången mellan Dammstorpsvägen och Sallerupsvägen där villor byggdes på fristående tomter. Det första området heter Ängsväddens samfällighetsförening och består av 35 hus av skiftande karaktär. 2004-2005 byggdes två nya områden, Fältväddens samfällighetsförening som består av 42 friliggande villor, samt Åkerväddens samfällighetsförening som består av 24 villor. Ängsvädden ligger på Syster Astrids gata, Fältvädden ligger på Olof Jönssons gata och Åkervädden ligger på Anders Sörenssons gata. Det området kallas också för nya Riseberga i folkmun. En del vill kalla det för Toftanäs, men det området börjar inte förrän på andra sidan av Toftanäsvägen där ICA Maxi ligger. 
På Riseberga har det funnits ett litet torg och en byggnad med olika affärslokaler som 2016 revs för att ge plats för nya bostäder. De sista verksamheterna som fanns vid torget var en loppisbutik och en frisersalong. Från början var det två olika byggnader som byggdes ihop när den dåvarande mataffären behövde större affärsytor. Ytterligare en affärsverksamhet som existerat i närheten av torget var den före detta handelsträdgården längs Risebergavägen som lades ner tidigt 2010-tal.
I området ligger Risebergaskolan (F-6) samt Vårberga, Riseberga och Tussilagons förskolor.
Busslinje 6 går genom Riseberga och vänder ute på Toftanäs.
Profiler uppväxta på Riseberga:
Lucas Hägg-Johansson
Anton Kralj
Henrik Brandão Jönsson 
Färska Prinzen